# Орловський (Коливанський район)
Орловський (рос. Орловский) — селище у Коливанському районі Новосибірської області Російської Федерації.
Входить до складу муніципального утворення Калінінська сільрада. Населення становить 12 осіб (2010).

## Історія
Згідно із законом від 2 червня 2004 року органом місцевого самоврядування є Калінінська сільрада.

## Населення
| 2002 | 2007 | 2010 |
| ---- | ---- | ---- |
| 45   | ↘31  | ↘12  |